# Gieorgij Kotrikadze
Gieorgij Siłowanowicz Kotrikadze, ros. Георгий Силованович Котрикадзе (ur. 1911) – gruziński żołnierz Armii Czerwonej, domniemany dowódca bunkra X w Załużu latem 1941.

## Życiorys

### II wojna światowa

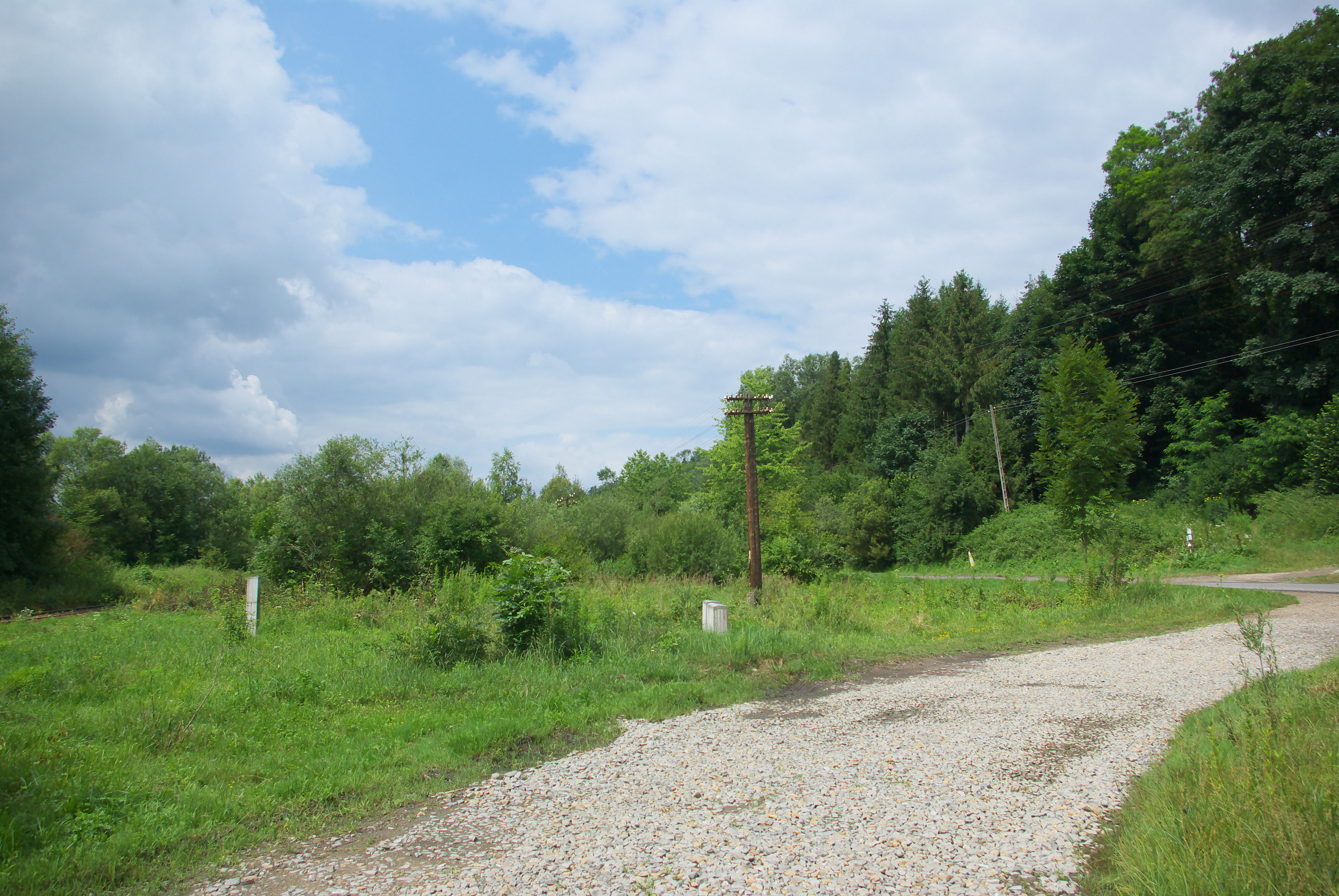
Otoczenie bunkra w Załużu, leżące w lesie po prawej stronie. Po lewej stronie linia kolejowa (za nią płynie rzeka San)

Podczas II wojny światowej od września 1939, zgodnie z zapisami paktu Ribbentrop-Mołotow oraz traktatu o granicach i przyjaźni, ustanowiono linię demarkacyjną oddzielającą granicę wpływów pomiędzy II Rzeszą a ZSRR m.in. na rzece San. Od 1940 na odcinku tzw. linii Mołotowa wzdłuż rzeki San (Przemyski Rejon Umocniony) siły radzieckie budowały bunkry. Po ataku Niemiec na ZSRR z 22 czerwca 1941 w bunkrach usytuowanych na linii Olchowce-Bykowce-Załuż wzdłuż Sanu (w ramach szerszego fragmentu umocnień od Dobrej Szlacheckiej do Hoczwi) bronili się radzieccy żołnierze 93 oddziału pogranicznego pod dowództwem pułkownika W. Abyzowa. Jeden z punktów strategicznych obrony funkcjonował w Załużu (określany jako Samodzielny Punkt Oporu Załuż). Liczył on 15 lub 17 schronów bojowych. Tamtejszy bunkier X istniał na stoku góry orientacyjnie w odległości 100 m od położonego naprzeciw ówczesnego przystanka kolejowego. Zgodnie z radziecką nomenklaturą był to stały punkt ogniowy (DOT) typu półkaponiera obrony przeciwpancernej (OPPK). Według zamierzeń bunkier miał spełnić funkcje dowódcze, aczkolwiek nie był on jeszcze wykończony i przygotowany, w tym nie podłączono jeszcze łączności. W bunkrze przebywała załoga żołnierzy w liczbie 16, ich dowódca, jego żona Julia i czworo lub pięcioro dzieci oraz nauczycielka z Leska (guwernantka, względnie niania) i sanitariusz (bądź sanitariuszka). Rodzina dowódcy przybyła do niego uprzednio w wakacyjne odwiedziny z Gruzji.
Okres od 22 do 25 czerwca 1941 przebiegał spokojnie, pomijając dzień 23. w którym prowadzono ostrzał z bunkrów w kierunku Sanoka. W dniu 26 czerwca siły niemieckie przekroczyły rzekę San i od tego czasu trwał nasilający się atak na odcinek bunkrów w okolicy Załuża. Ustawicznie nacierające wojska przybliżały się do linii umocnień. Do działań skierowano także wojska słowackie. Mimo obrony poszczególne bunkry w tym rejonie kolejno były unieszkodliwiane. Po okrążeniu najdłużej broniącego się bunkra X w dniu 12 lipca Niemcy wezwali jego załogę do poddania się. W odpowiedzi broniący się odpowiedzieli ostrzałem. Bunkier pozostawał niezdobyty przez Niemców nadal, podczas gdy siły III Rzeszy przeszły już na wschodzie miasto Lwów. Wobec odmowy poddania się, Niemcy po czym saperzy zbliżyli się do ślepej ściany, wykonali podkop i podłożyli wykonane z ekrazytu punktowe ładunki wybuchowe w sporej ilości, a następnie od strony północnej wysadzono bunkier X. Podczas tej akcji użyto także miotaczy ognia. W wyniku tego unieszkodliwiono obronę bunkra. W wielu powojennych publikacjach podawano, że wówczas zginęła cała wojskowa załoga bunkra oraz przebywający tam cywile, w tym rodzina dowódcy (liczba poległych z załogi miała wynosić 25 osób). Z najnowszych ustaleń historyka Tomasza Zająca wynika, że wskutek detonacji zginęło sześciu żołnierzy, zaś ocaleni poddali się, a spośród nich 16 osób przetransportowano do szpitala. Niemieccy i słowaccy żołnierze uczestniczący w akcji likwidacyjnej mieli oddać honory załodze bunkra.
Radzieckie bunkry w Załużu w tym rejonie zostały w zdecydowanej większości wysadzone. W powojennych relacjach podawano, że łącznie przeżyło jedynie niewielu radzieckich pograniczników broniących się w tym rejonie umocnień. 

### Upamiętnienie

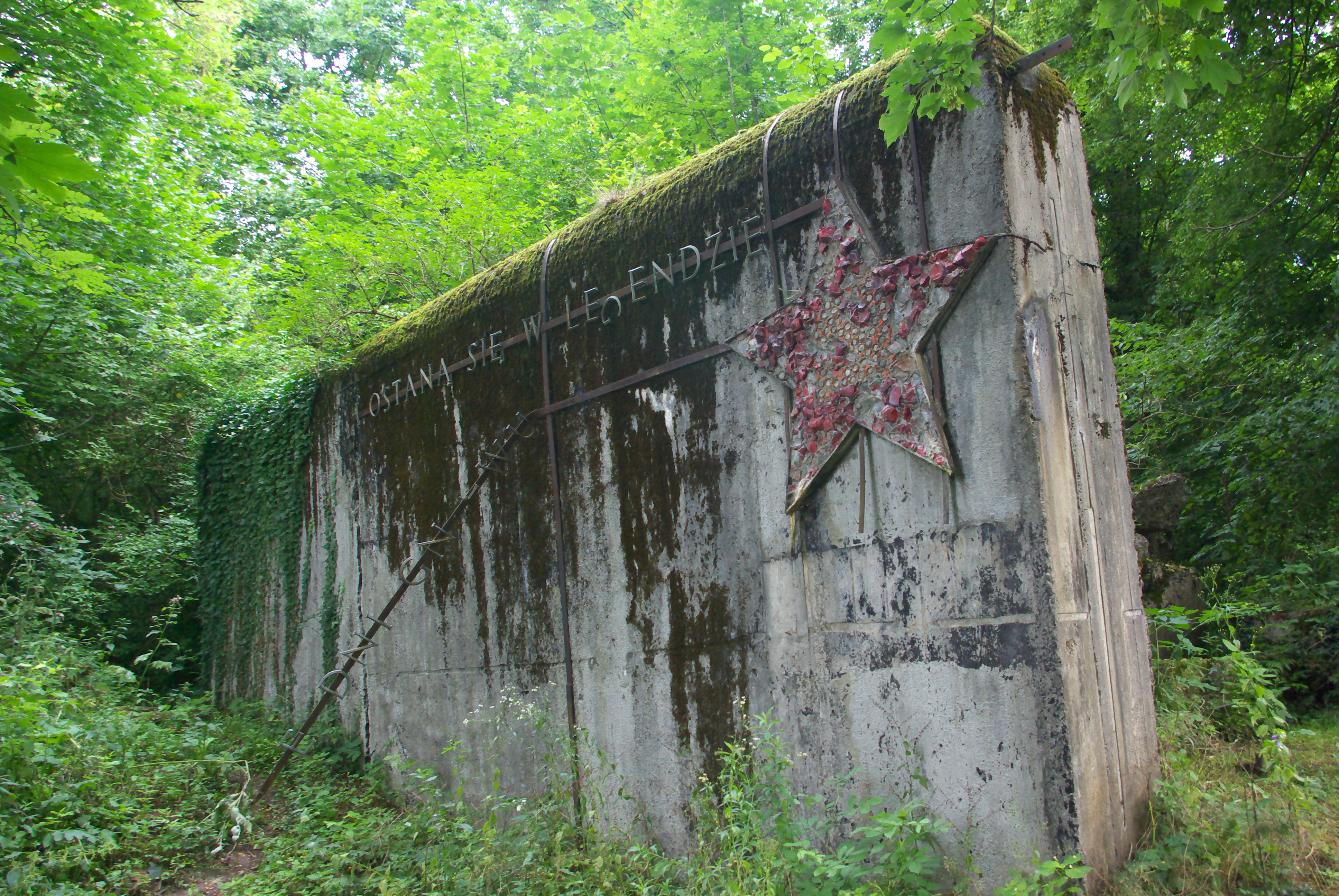
Pozostałości bunkra stanowiące pomnik odsłonięty w 1969

W 1968 zarząd oddziału w Sanoku Związku Bojowników o Wolność i Demokrację wystąpił z inicjatywą upamiętnienia obrony bunkra. Przystąpiono wtedy do prac mających na celu udokumentowanie tego zdarzenia, jednak z powodu trudności przy tym, dalsze starania zostały zaniechane. Potem powyższa organizacja ZBoWiD zrealizowała przygotowanie miejsca pod upamiętnienie i przeprowadzono w tym celu szereg przedsięwzięć (m.in. oczyszczono z gęstej roślinności dostęp do bunkra na stromym zboczu leśnym,  utworzono utwardzone dojście włącznie ze schodkami, wykonano roboty ziemne). Na zwróconej do szosy Załuż-Lesko zachowanej ścianie bunkra umieszczono wykonaną z brązu tablicę z dwujęzyczną inskrypcją, informującą o historii całego zdarzenia. Treść inskrypcji brzmiała: „W miesiącu lipcu 1941 r. w tym umocnieniu zginęła 25-osobowa załoga Armii Radzieckiej w bohaterskiej walce z najeźdźcą hitlerowskim. Cześć bohaterom. ZBoWiD i Społeczeństwo Sanoka. Lipiec 1969”.
W betonowy przyczółek bunkra wmurowano dwie tablice opisujące przebieg jego obrony z lata 1941. Nad tablicą zamontowano emblemat czerwonej gwiazdy, wyłożonej kawałkami kolorowych szkieł oraz skrzyżowane ze sobą dwa karabiny w formie makiety. Poniżej zamontowano znicze. Ponad całością tychże elementów umieszczono wykonany z metalowych liter napis „I ostaną się w legendzie te dni gniewu, chwały i krwi”, zaczerpnięte z radzieckiej żołnierskiej pieśni pt. „Dolinami i wzgórzami”. 
W celu upamiętnienia losu załogi bunkra X, w 26 rocznicę bitwy pod Lenino tj. Dzień Wojska Polskiego 12 października 1969 zorganizowano w Załużu uroczystości. Odsłonięcia upamiętnienia dokonał płk Józef Tkaczow. Okolicznościowe przemówienie wygłosił przewodniczący Prezydium Powiatowej Rady Narodowej w Sanoku, Zbigniew Dańczyszyn. W tychże uroczystościach uczestniczyło około 2000 osób, w tym władze cywilne, wojsko. Obiekt, którego koszty wykonania wyniosły 27 tys. zł. (pokryto je z dotacji od Rady Ochrony Pomników Walki i Męczeństwa w Warszawie) został przekazany pod opiekę Zespołowi Składnic Lasow Państwowych w Sanoku (w zakresie gospodarczym) oraz uczniom Szkoły Podstawowej w Załużu (w zakresie porządkowym).
Wedle tradycyjnego przekazu pomnik bunkra X pozostał zarazem zbiorową mogiłą ofiar, które poniosły w nim śmierć. Według innej wersji w 1976 w ustanowiono tablicę upamiętniającą 25 żołnierzy Armii Radzieckiej, poległych 24 lipca 1941 w jednym z bunkrów.

### Ustalenia tożsamości
W powojennych publikacjach w Polsce, wydawanych zarówno w okresie PRL, jak i po 1989 roku, dowódcę bunkra X określano jedynie nazwiskiem, podając przy tym jego różną acz zbliżoną formę, oraz przypisując mu stopień oficerski kapitana: Rikadze, Rykade (podał Tadeusz Chmielewski), Rykadze (podał Witold Szymczyk).
Formy nazwiska Rikadze używał także w swoich wypowiedziach rosyjski reżyser filmowy Wadim Gasanow, opisujący postać dowódcy załuskiego bunkra w swoim filmie dotyczącym walk na Linii Mołotowa. Przy tym podał on nieustalony kategorycznie stopień oficerski kapitana lub majora. W swojej wypowiedzi z 2016 Gasanow przyznał, że próbował ustalić tożsamość dowódcy, jednak mimo wnikliwych przeszukiwań list żołnierzy 93 oddziału pogranicznego oraz innych jednostek, nie udało mu się to (jego zdaniem rzekomy dowódca nie musiał być żołnierzem straży granicznej, zaś mógł być pomocnikiem wojskowym). 
W wyniku ustaleń Tomasza Zająca, zebranych w rozprawie doktorskiej pt. Działania wojenne w 1941 r. na terenie 08. Przemyskiego Działania wojenne w 1941 r. na terenie Przemyskiego Rejonu Umocnionego. Operacja Barbarossa na linii Sanu (opublikowana w 2018 przez jednostkę Uniwersytetu Rzeszowskiego; promotor: dr hab. Andrzej Olejko), faktycznym dowódcą bunkra X był gruziński żołnierz Armii Czerwonej, starszy lejtnant Gieorgij Kotrikadze (Tomasz Zając podał jego imię odojcowskie „Silanowicz”, aczkolwiek z dokumentów opublikowanych przez Stowarzyszenie Memoriał wynika forma „Siłowanowicz”). Urodził się on w 1911 w Kutaisi. W Armii Czerwonej służył od 1926, a podczas II wojny światowej do 1941 był żołnierzem w szeregach 187 pułku strzeleckiego w składzie 72 Górskiej Dywizji Strzeleckiej. Według przytoczonych wyników badań T. Zająca wojskowy G. S. Kotrikadze przeżył opisaną wyżej likwidację bunkra X i ze służby wojskowej odszedł w stan spoczynku we wrześniu 1941. Dowódca bunkra X został odznaczony Orderem Lenina.